# Uuno Pesonen
Uuno Pesonen, född 16 juli 1892 i Joensuu, död 6 februari 1978, var en finländsk geodet. 
Pesonen, som var son till snickaren Paavo Pesonen och Anna Maria Sallinen, blev student 1911, filosofie kandidat 1919, filosofie magister 1920, filosofie licentiat 1931 och filosofie doktor 1932. Han blev assistent vid Geodetiska institutet 1919, geodet 1927, var äldre statsgeodet 1928–1959, blev professor 1949 samt var tillförordnad direktor 1947, 1949–1954 och 1957–1958. Han var astronom i Petsamo gränsregleringskommitté 1919, assistent och e.o. lärare vid Tekniska högskolan 1929 och docent i geodesi 1934–1959. 
Pesonen var medlem och ledare i den internationella expedition, som utförde geodetiska basmätningar i Polen, Litauen, Estland, Finland, Sverige, Danmark och Tyskland 1929, i Danmark och Sverige 1933, i Ryssland 1935 och i Sverige 1938. Han skrev Relative Bestimmungen der Schwerkraft in Finnland 1926–1929 (akademisk avhandling, 1930) och andra geodetiska och astronomiska arbeten. Han blev adjungerad medlem av Finska Vetenskapsakademien 1932, var styrelseledamot i Geografiska sällskapet i Finland 1927–1964 och skattmästare där 1927–1961.